# Servostyring
Servostyring er et system monteret i køretøjer, der har til formål at reducere de kræfter, som en kører skal bruge til at dreje rattet og dermed køretøjets hjul. Dette opnås ved at bruge ekstern krafttilførsel, ofte i form af hydraulik, undertiden med el.
Den første form for servostyring blev patenteret i USA i 1932, dog uden at opnå kommerciel gennemslagskraft. Chrysler Corporation blev den første fabrik, der anvendte servostyring, da de i 1951 indlagde systemet i Chrysler Imperial.
I nutiden har næsten alle bilmodeller servostyring, hvilket skyldes en bevægelse mod forhjulstræk, tungere motorer og bredere dæk. Uden servostyring ville bilerne være meget tunge at dreje ved lav hastighed, bl.a. ved parkering.
- Wikimedia Commons har flere filer relateret til Servostyring